# امتحان الصيادين
امتحان الصيادين هو مسابقة تقام كل سنة في اماكن مختلفة في أنمي القناص أو المعروف بهنتر اكس هنتر، يشارك الصيادون حول العالم في الامتحان للحصول على رخصة الصيد وليثبتوا انهم صيادون محترفون والقيام ببعض المهن أو المهام التي لا يمكن غير الصياد القيام بها. اريد ان اشكاركه

## المكان
يتغير موقع الامتحان كل سنة وهناك مراحل قبل الوصول لمكان الامتحان وكل ما نجح الصياد المبتدئ لهذه المراحل كلما عرف معلومات أكثر عن مكان الامتحان ويكون هناك مشرفين على قبول الصيادين للأمتحان ويرشدونهم إلى الطريق الصحيح لمكان الامتحان وتختلف محتوى كل المراحل فا بعض المراحل تعتمد على ذكاء والثقافة لدى الصياد وبعضها تعتمد على القوة واللياقة.

## المشاركة
يكون المشاركة في امتحان الصيادين امر صعب لأن الامتحان يتطلب جهد كبير ولياقة عالية ومهارات جيدة حتى يصبح الشخص متأهلا لهذا الامتحان ويكون هناك اشخاص مسؤولين عن هذا الشيء وهم يرشدون الاشخاص الذين يستحقون لقب الصياد المحترف في نظرهم وهذا ما حدث مع غون واصدقائه في بداية رحلتهم للبحث عن موقع الامتحان حيث كان المرشدين ينظرون لهم كأشخاص يستحقون لقب الصياد وارشدوهم إلى مكان الامتحان.

## الامتحان والمراحل

### المرحلة الأولى: التوصيل
تبدأ المرحلة الأولى بوصول الشخصيات الرئيسية لموقع الامتحان وهم غون وليوريو وكورابيكا، بعد ما اجتازوا المراحل وجمع المعلومات لموقع الامتحان الاصلي وتم قبولهم للأمتحان ويتلقون شاراتهم المرقمة.
ويظهر المشرف على المرحلة الأولى وهو يدعى ساتوتز ويعلن ان الاختبار الأول قد بدأ فكانت المرحلة الأولى تعتمد على اللياقة البدنية والصبر لأن ساتوتز قال مهمتي أن اوصلكم لمكان الجولة الثانية وهذا يؤكد على كلامه أن المرحلة الأولى قد بدأت وهي المشي مع المشرف حتى الوصول إلى مكان المرحلة الثانية.
المرحلة في المانغا وأنمي 2011
في بداية المرحلة كان الهدف بسيط وهو الوصول إلى المرحلة الثانية ولكن لم يكن يعلم أحد كم مدة الطريق إلى المرحلة التالية ولكن المشرف رفض قول مدة الوصول وذلك يجعل المرحلة تعتمد على الصبر واللياقة البدنية، ويعتمد على الصبر بسبب عدم معرفة المدة الذي سيستغرقونها للوصول للمرحلة الثانية وايضا يتطلب اللياقة البدنية بسبب المشي اثناء الطريق إلى المرحلة وبسبب هذا الشيء أصبح المشرف يزيد سرعته ويركض حتى يصعب على الاعضاء التقاط انفاسهم والراحة اثناء الركض مع المشرف.
أثناء المشي مع المشرف حصلت مواقف مع الشخصيات الرئيسية واغلبها التفكير مدة الوصول وبعد دقائق تعرف غون على كيلوا والذي أصبح صديق غون المقرب بعد مدة.
كان أحد الشخصيات الرئيسية في الانمي وهو ليوريو كان شخصية ضعيفة في اللياقة البدنية ولم يتحمل الركض الذي ركض تقريبا 60 كلم (3 ساعات) ولكن صديقه غون توقف من اجله ولم يستمر مع المشرف حتى نظر اليه ليوريو وبدأ غون بصراخ عليه بأسمه ليوريو! ونهض ليوريو راكضا مع المشرف وبدأ غون يبتسم بسبب نشاطه المفاجئ ورغبته ليكون صيادا ورجع غون يركض مع المشرف.
وبعد مرور وقت طويل يظهر سلم كبير وطويل ويجب على الصيادين الصعود له مع المشرف وقال المشرف بأنه سيزيد سرعته قليلا وهذا ما ادى إلى الكثير للأستسلام بسبب تعبهم في الركض ونظرهم لطول السلم وبذلك يستسلم الكثير من المشاركين وهذا يظهر سوء لياقة البدنية للصيادين المبتدئين، وبعد صعود السلم انتهت المرحلة الأولى وتبدأ المرحلة الثانية وبنفس المشرف ساتوتز.
المرحلة في أنمي 1999
ليس هناك فرق كبير بين نسخة 1999 و2011 ولكن الفرق الكبير بينهم هو ما حدث لليوريو حيث في الفقرة السابقة كان ليوريو مرهقا حتى غون جعله يتحمس ويكمل الركض، ولكن في نسخة 1999 هذا الشيء لم يحصل.
ليوريو لم يستطع ان يكمل الركض مع المشرف وتعب جدا لدرجة جاء جميع اصحابه لمساعدته ولكنه قال اكملوا بدوني لأن يرى نفسه مضيعة للوقت وفجأة جاء شخص يدعى تونبا وقال انه يمكنه مساعدته وان سيترك الامر له، لم يكونوا اصحاب ليوريو واثقين في هذا القرار ولكن ليس لديهم خيارا آخر لذلك وافقوا ان يتركوا ليوريو لتونبا.
ولكن تبين ان تونبا لم يكن شخصا طيبا يريد مساعدة ليوريو فأتضح مع مرور الوقت بأن هدفه هو التخريب على الصيادين الجدد ومحاولة جعلهم يخرجون من الامتحان وكان تونبا يكذب على اصحاب ليوريو وكان يقول انه يوجد مكان يدعى خندق شجرة أرز الشفاء.
ولكن اتضح ان هذا الخندق كان يطلق غازا يجعلك تغفو وتسترجع ماضيك المظلم والاشياء المأساوية التي حصلت معك سابقا ولقد وقع ليوريو في فخ تونبا وتذكر ليوريو ماضيه السيئ حتى استيقظ من انفجار سببه كيلوا للخندق، قد كشف كيلوا كذبة توبنا واصبح توبنا من صديق اصحاب ليوريو إلى عدو لهم بعد ما اكتشفوا حقيقته امام الصيادين الجدد.
وبعدها تستمر سيناريو المرحلة في أنمي 1999 بنفس سيناريو المانغا وأنمي 2011 حتى النهاية.
مستنقعات نوميري
بعد صعود السلم، يظهر الجميع انهم بمكان مليئ بالمستنقعات ويسمى المكان بأسم آخر وهو عش المحتالين وقال المشرف ساتوتز للصيادين انهم يجبوا ان يستمروا بركض معه وقال الإبتعاد عني هنا يعني الموت لأن هذا المستنقع مليئ بالمحتالين والمخلوقات التي يمكنها التنكر على هيئة المشرف ومخلوقات المستنقع ستقوم بأي وسيلة لألتقاط الفريسة عن طريق الاحتيال.
وحدث هذا الاحتيال بنفس الحلقة عندما حاولت أحد المخلوقات بخداع الصيادين بأن المشرف ساتوتز هو وحش كان يريد جمع المشاركين لالتهامهم في منطقة المستنقعات وهذا لعب بنفسية اغلب المشاركين وجعلوهم يشكون في المشرف حتى ظهر الساحر هيسوكا وقام برمي اوراقه السحرية على المخلوق والمشرف، المخلوق مات مباشرا بينما المشرف تصدى لأوراق هيسوكا وهذا جعل اغلب الصيادين يرتاحون لان تبين ان المشرف شخص طبيعي وصياد محترف ولم يكن وحشا وبعد ذلك بدأ المشرف والصيادون بتحرك إلى موقع المرحلة الثانية.
بعض الصيادين ضاعوا عن المشرف وهذا شكل خطر كبير لهم ومن هؤلاء الصيادين كورابيكا وليوريو مما جعل غون يترك المشرف لبحث عن اصدقائه المفقودين ولكن كيلوا استمر مع المشرف وكان يحذر غون من البحث عن أصدقائه، لكن شخصية غون تجعله يحب أصدقائه جدا ويريد ان يحصل على رخصة الصيد معهم وان لا يخسر واحدا منهم.
وبينما غون يبحث عن أصدقائه كان هيسوكا مع الصيادين الضائعين عن المشرف وقتلهم جميعا بنظره انهم لا يستحقون لقب الصياد المحترف وكان يرى نفسه مدربا عليهم وأفضل منهم، وتقابل هيسوكا مع كورابيكا وليوريو وكان هيسوكا ينوي قتلهم مثل الصيادين السابقين وتواجها ضده وقد ضرب ليوريو حتى اغمى عليه وكان سيقتله حتى ظهر غون بسنارته وضرب هيسوكا وفجأة نظر هيسوكا لغون بنظرة إعجاب وبدأ يقترب منه واثناء اقتراب هيسوكا لغون كان غون يشعر بشعور غريب ومخيف وهذه إحدى خدع الساحر هيسوكا وفجأة قال هيسوكا لغون وكورابيكا انكما نجحتما عندي وصديقك نجح (يقصد ليوريو) وبعدها أخذ هيسوكا ليوريو وقال لغون ان يتبعه لمكان المرحلة الثانية وكان هيسوكا يعرف مكان المرحلة الثانية ولكنه اراد ان يقتل أكثر عدد من الصيادين وكان مكان المرحلة الثانية في محمية تدعى محمية غابة فيسكا.

### المرحلة الثانية: الطبخ
بعد وصول غون وكورابيكا إلى موقع المرحلة الثانية وجدوا ليوريو جالس اسفل الشجرة وبعد نهوضه كان لا يتذكر شيء سوى انه يشعر بالألم وايضا اتى كيلوا وهو متعجب من غون عن معرفة طريق المرحلة التالية والذي قال غون انه كان يلحق برائحة ليوريو بمعنى انه كان يعتمد على حاسة الشم.
وبعدها رحل المشرف ساتوتز وترك الصايدين للمشرفين الجديدين عليهم وهم مينشي وبوهارا وهم المشرفين على المرحلة الثانية وهم لديهم خبرة في الطبخ ومجاله بشكل كبير وبذلك يلقبان صيادان ذواقان.
كان المطلوب في المرحلة هو طبخ لحم خنزير وكان للصيادين الحرية في اختيار نوع اللحم كان الأهم في الاختبار هو الطعم فقط، وكان لا يوجد في المنطقة الا نوع واحد من الخنازير وهو الخاتِم العظيم وهو أخطر أنواع الخنازير في العالم ومعروف بسرعته وعدوانيته واكتشفوا الصيادين ان نقطة ضعف الخنزير هو الضرب على رأسه، بعدها احضر الصيادين لحوم الخنازير وبدأوا بطبخ للمشرفين ومع هذا لم تعجب مينشي بأي طبخة من طبخات الصيادين ومن شروط النجاح في المرحلة هو إعجاب المشرفين ولو شخص من المشرفين لن يعجب بطبق لا ينجح الصياد في المرحلة.
بسبب هذا زاد غضب الصيادين واعتبروا ان هذه مرحلة تافهه لا تستحق ان تكون من الامتحان وكانوا يقولون بجملتهم نحن نريد أن نكون صيادين لا طباخين وبعد مدة من الشجار اتصل المشرف سابق ساتوتز برئيس لجنة الصيادين وهو نيتيرو واخبره بأن يأتي بأسرع وقت بسبب حدوث مشكلة في المرحلة.
حضر نيتيرو المشكلة بمركبة جمعية الصيادين ونزل منها لمواجهة المشكلة بين المشرفين والصيادون وقال لمينشي انه أمر مبالغ فيه ان يتم إقصاء جميع الصيادين من أجل الطبخ وانه يجب ان يتم إعادة المرحلة ولكن بفكرة آخرى وشيء آخر واعتذرت مينشي على تشددها في مسألة الطبخ وقامت بتغيير المرحلة من لحم الخنزير إلى البيض المسلوق أو بيض الأحلام وهو بيض من نسور العناكب حيث يضعون بيضهم في اسفل شبكاتهم لكي تحميها من الافتراس وكانت المهمة هي احضار هذا البيض ونجح بعض الاعضاء بإحضار البيض وطبخه وبعدها تنتهي المرحلة الثانية ويركب الصيادون مركبة جمعية الصيادين ويتجهون إلى مكان المرحلة الثالثة.

### المرحلة الثالثة: برج الخداع
وصل الصيادون إلى وجهتهم وهو قمة برج الخداع ولأجتياز مهمة البرج يجب على الاعضاء ان يهبطوا إلى سفح البرج خلال 72 ساعة وإذا لم يستطع الصياد الوصول إلى السفح خلال هذا الوقت سوف يخسر.
لاحظ كورابيكا قلة الأعضاء مع مرور الوقت وكان يفكر من وجود اماكن سرية في سطح البرج وغون أكد على كلامه عندما عثر على 4 أبواب سرية ويتم دخولها عن طريق القفز عليها وقفز غون واصدقائه فوق الابواب السرية، وفتحت الابواب واجتمعوا الاربعة غون وكيلوا وكورابيكا وليوريو في غرفة واحدة وكان يوجد في الغرفة 5 ساعات عليها رمزين الدائرة O والتقاطع X ومؤقت لوقت المرحلة.
بعدها ظهر المشرف والمراقب على المرحلة الثالثة وهو ليبو وقال ان المرحلة تعتمد على التصويت والتعاون بين الفريق وانه يجب أن يكون هناك خامسا منكم، لهذا السبب خسر غون وأصدقائه الكثير من الوقت بسبب إنتظار الخامس منهم، بعد مرور وقت طويل جاء الخامس والذي كان تونبا ونحن عرفنا في المرحلة الأولى بأن هدفه التخريب على الصيادين الجدد من الفوز، وهذا ما كان يفعله أيضا في المرحلة الثالثة حيث كلما غون واصدقائه يصوتون على شيء واحد يقوم تونبا بتصويت عكسهم ولكن هذا الشيء لن يؤثر عليهم طالما التصويت يعتمد على الأغلبية.
استمروا على هذه الحالة حتى وصلوا إلى مكان المواجهة مع سجناء البرج وكان يجب عليهم هزيمة السجناء في نزالات كان كل شخص يأتي لنزال الآخر على حسب شروط السجين وبعض النزالات يكون عليها رهان في الوقت حتى يخسر فريق غون أسرع.
في النهاية انتصروا غون ومن معه في النزالات ضد السجناء بنتيجة 3، وفتح ممر جديد والذي قال المشرف ليبو للصيادين بأن هذا الممر يدل على غرفة يجب أن يدخلوها وينتظرون فيها لكي يستطيعون الوصول لأسفل البرج والفوز في المرحلة.
بعد انتظار وقت طويل في الغرفة والذي ما يقارب 50 ساعة، فتح باب الغرفة والذي كان ورائه خيارات وعوائق صعبة المرور ونجحوا فيها ولكن كانت تواجههم صعوبة المرحلة مما جعل الوقت المتبقى لديهم ساعة واحدة فقط وهذا ما جعلهم يسرعون حتى وصلوا للغرفة الأخيرة وكان يوجد بابين الأول يسمح دخوله فقط 5 اشخاص ولكنه طريقه صعب وطويل وسيأخذ الكثير من الوقت، بينما الباب الثاني طريقه سهل وسيأخذ ثلاثة دقائق فقط ولكن يسمح بدخول 3 أشخاص فقط.
وهذا جعل فريق غون من اشخاص متعاونين إلى عدائيين لبعضهم البعض وكان كل شخص سيضحي بالآخر من أجل عبور الطريق السهل ولكن اثناء القتال لاحظ غون ان الجدران ضعيفة بينما كان يرى اصحابه يقاتلون بعضهم البعض رأى ان سهل كسر الجدار في الغرفة، لذلك أخذ الفأس واخبر الجميع بتصويت على الباب الأول وهو الذي يسمح بدخول 5 اشخاص ثم اخبرهم بكسر جدار الممر وهذا ما احدث ثقبا لطريق السهل وقاموا بتسلل للطريق السهل ونجحوا في الوصول إلى سفح البرج وبذلك يكون غون واصحابه متأهلين للمرحلة الرابعة.

### المرحلة الرابعة:جزيرة زيفيل
بعد إنتهاء المرحلة الثالثة أمر المشرف ليبو للصيادين بأخذ بطاقة عشوائية من صندوق وهذه البطاقات ستكون أساس المرحلة، يوجد على البطاقات ارقام عشوائية 44، 405، 294 وغيرهم، قال ليبو ان هذه الارقام هي ارقام خصومكم واهدافكم وفكرة المرحلة هي سرقة القرص الرقمي الخاص بهدفك ولك الحرية في طريقة السرقة ولو كان قتل الهدف، وشرح ليبو نقاط المرحلة ويجب على الصياد أن يكون معه 6 نقاط إلى نهاية المرحلة لكي يتقدم إلى المرحلة الخامسة وطريقة النقاط:
| الأقراص               | النقاط |
| --------------------- | ------ |
| القرص الخاص بك        | 3      |
| سرقة قرص هدفك         | 3      |
| سرقة قرص شخص ليس هدفك | 1      |

أثناء طريقهم للجزيرة كان غون يفكر بسرقة قرص هيسوكا رقم 44 لان كان هيسوكا هو هدفه وما عليه فعله هو سرقة قرصه والحفاظ على قرصه وبذلك يكون معه ستة نقاط وسيحتاج إلى الاختباء والانتظار حتى نهاية المرحلة، كان غون طول الوقت يتدرب على سرقة القرص فكان لديه خطة وهي اثناء هجوم هيسوكا على هدفه سيسرق قرصه بنفس اللحظة وهو مختبئ باستخدام سنارته، ولكن هذه الخطة كانت تحتاج لاتقان اللازم فا غلطة بسيطة فيها قد تؤدي غون إلى الموت بسبب الساحر هيسوكا.
بعد أيام شاقة لغون في التدريب أصبح جاهزا وكل ما عليه الآن هو مراقبة هيسوكا وانتظاره للهجوم على هدفه فكان غون طول الوقت يتجسس على هيسوكا منتظرا هذه اللحظة لسرقة القرص، وحدث ذلك وسرق غون قرص هيسوكا اثناء قتاله مع أحد الصيادين وتفاجئ هيسوكا من غون بأنه استطاع سرقة القرص عن طريق التجسس وغون هرب فورا بعد حصول قرص هيسوكا.
أصبح غون مديونا لهيسوكا لإرجاع قرصه له يوما من الايام بسبب انه انقذه من شخص أطلق عليه ابرة تجعل جسمه ينهك حتى سقط غون ارضا وحدث هذا اثناء هروب غون من هيسوكا، والذي فجأة ظهر هيسوكا وسلم قرصه لغون بسبب انه متعجب ما فعل به غون واخفاء نفسه، واتضح ان الشخص الذي هاجم غون هو نفسه هدف هيسوكا لذلك قال هيسوكا لغون أنك مديونا لي بإرجاع القرص حتى تستطيع الضرب على وجهي في يوم من الايام.
بعد هذه الحادثة كان غون حزينا ويأسا مما حصل بسبب انه كان يظن نفسه عديم الفائدة وان هيسوكا هو الذي اعطى القرص له وكان يظن ان كل التخطيط الذي فعله كان بدون فائدة، وفي الطريق وجد غون كورابيكا وليوريو والذان يبحثان عن هدف ليوريو وهي فتاة تدعى بونز ورقم قرصها 246 ومعروفة بأسلحتها الكيميائية.
كان غون يتمتع بحاسة شم قوية وجاءت فكرة كورابيكا لغون بأن يتتبع رائحة المواد الكيميائية عند بونز وهذا ما حدث فكان غون يتتبع الرائحة حتى وصلوا إلى كهف والذي توقفت رائحة المواد الكيميائية وهذا الاحتمال الكبير ان بونز موجودة في الكهف وقال ليوريو انه سيذهب إلى الكهف بمفرده ويعود وغون وكورابيكا قالوا انهم سينتظرون 30 دقيقة وإذا لم تعد سندخل الكهف.
وبنسبة لكيلوا فهو قد حصل على قرص هدفه والذي كان رقم 199 وهم ثلاثة اخوان وجدهم كيلوا وهم يتربصون عليه ولحسن حظه بأن واحد منهم كان هدفه ونجح كيلوا في أخذ جميع بطاقتهم ورميها بعيدا عن المنطقة وبذلك يصبح عنده 6 نقاط ويجب عليه المحافظة على قرصه وقرص هدفه.
مرت 30 دقيقة ولم يخرج ليوريو من الكهف حتى فجأة صرخ بجملة كورابيكا! غون! إياكما والدخول! ومباشرا غون وكورابيكا يدخلان الكهف ويجدان ليوريو ساقطا على الأرض وعلى جسمه الكثير من لدغات الافاعي ويجدان بونز جالسة على الجنب فاقدة الامل ويجدان جثة بوربون وهو صاحب هذه الافاعي ولكن الخروج من الكهف كان شبه مستحيل بسبب ان الافاعي تهاجم أي شخص يخرج من الكهف ولكن بسبب موت بوربون أصبح التحكم بالأفاعي مستحيل وهذا يعني ان غون وكورابيكا وليوريو وبونز عالقين في الكهف.
ولكن غون جاءت لبونز بأنها تشغل الغاز المنوم حتى يجعل الافاعي تسقط من مخرج الكهف وتنام ولكن مشكلة الغاز انه يظن سيأثر عليهم ولكن غون كان يمكنه تحمل الغاز لبعض دقائق ووافق كورابيكا على هذه الخطة ونجح فعلا غون بهذا الأمر واخرج الجميع من الكهف قبل ان يأثر الغاز وكان الجميع نائمون من هذا الغاز واخذ غون قرص بونز ووضعها بحقيبة ليوريو وفي هذه اللحظة شعر غون بأن منه فائدة لأصدقائه وانه ساعدهم على شيء مهم وبعد ما استيقظوا ليوريو وكورابيكا توجهوا إلى نقطة البداية فا من شروط اجتياز المرحلة انه يجب على الحاصل بنقاط 6 ان يرجع لنقطة البداية وبذلك رجعوا غون وكورابيكا وليوريو إلى نقطة البداية ومعهم نقاطهم وكان كيلوا في انتظارهم بعد تأهله والآن غون وكورابيكا وليوريو تأهلوا للمرحلة الخامسة.

### المرحلة الخامسة والأخيرة: المواجهة
موقع المرحلة الخامسة في فندق لجنة اختيار امتحان الصيادين والذي فكرته هي مواجهة الصيادين لبعضهم البعض ويكون نزال بين شخصين والفائز يكون اجتاز الاختبار ويحصل على رخصة الصيد وهناك شروط في هذه المرحلة من الشروط هي الفوز يكون فقط بالاعتراف على الهزيمة ويسمح استخدام الاسلحة ويمنع قتل الآخر وإذا قتل شخص خصمه يتم إقصائه فورا.
| رقم النزال    | الخصم 1  | الخصم 2 | الفائز   |
| ------------- | -------- | ------- | -------- |
| النزال الأول  | غون      | هانزو   | غون      |
| النزال الثاني | كورابيكا | هيسوكا  | كورابيكا |
| النزال الثالث | هانزو    | بوكل    | هانزو    |
| النزال الرابع | هيسوكا   | بودورو  | هيسوكا   |
| النزال الخامس | كيلوا    | بوكل    | بوكل     |
| النزال السادس | كيلوا    | إيلومي  | إيلومي   |
| النزال السابع | ليوريو   | بودورو  | ليوريو   |

## بعد الامتحان
في الواقع يتّضح فيما بعد أن تلك الاختبارات ما هي إلا الامتحان الأوّلي، وأن الناجحين يُعرَّضون لامتحان ثانوي يتجلى في تعلّم أسلوب نين، ذلك أنه يعتبر ضرورة أساسية لأي صياد محترف. وتُعزى سريّة هذا الاختبار إلى الخطورة التي قد تشكلها تلك التقنية بين الأيدي الخاطئة، فحتى معلّمو النّن لا يخبرون تلاميذهم الممتحَنين عن حقيقة الاختبار إلا بعد نجاحهم في التدريب.

## المشاركين
| المرحلة         | العدد |
| --------------- | ----- |
| المرحلة الأولى  | 404   |
| المرحلة الثانية | 148   |
| المرحلة الثالثة | 42    |
| المرحلة الرابعة | 25    |
| المرحلة الخامسة | 9     |

### الفائزين
- غون
- كورابيكا
- ليوريو
- هيسوكا
- ايلومي
- هانزو
- بوكل

## المشرفين
يتغير المشرفين كل سنة في امتحان الصيادين مما يسهل على القتلة أو المخالفين في الامتحان من سنة السابقة في المشاركة في السنة التالية وهذا ما يجعل البعض من الخاسرين في السنة السابقة لا يرجعون في مشاركة الامتحان بسبب خوفهم الشديد من هؤلاء المخالفين.
| المرحلة         | المشرف                      |
| --------------- | --------------------------- |
| المرحلة الأولى  | ساتوتز                      |
| المرحلة الثانية | مينشي وبوهارا               |
| المرحلة الثالثة | ليبو                        |
| المرحلة الرابعة | لجنة اختيار امتحان الصيادين |
| المرحلة الخامسة | لجنة اختيار امتحان الصيادين |

## الملاحظات
1. ↑  غون كان يحمل سنارة طول الامتحان
2. ↑  المشرف ساتوتز لم يغادر المنطقة ولكنه ظل يجلس فوق الأشجار لمراقبة طريقة تعامل المشرفين مع الصيادين
3. ↑  كان يوجد في الغرفة العديد من الادوات القتالية والحادة كسيف والرمح معلقة في الجدار ومنهم الفأس الذي اخذه غون

## وصلات خارجية
- شاهد امتحان الصيادين في أنمي القناص 2011 على IMDB (21 - 1 حلقة)
- شاهد امتحان الصيادين في أنمي القناص 1999 على IMDB (30 - 1 حلقة)
- شاهد امتحان الصيادين في مانغا القناص على MANGA Plus (36 - 1 فصل)